# تی‌ئی
تی‌ئی (انگلیسی: TE Connectivity) شرکت صنایع الکترونیک سوئیسی است، که در سال ۲۰۰۷ تأسیس شد.